# Polymnia
Polymnia là một chi thực vật có hoa trong họ Cúc (Asteraceae).

## Loài
Chi Polymnia gồm các loài: